# Robert Bloch (pisarz)
Robert Bloch (ur. 5 kwietnia 1917 w Chicago, zm. 23 września 1994 w Los Angeles) – amerykański pisarz, twórca kryminałów, horrorów i utworów z gatunku fantasy i fantastyki naukowej.

## Życiorys
Jako piętnastoletni chłopiec nawiązał korespondencję ze starszym od siebie o blisko trzydzieści lat H.P. Lovecraftem. Niedługo potem zaczął sam pisać niesamowite opowiadania, początkowo pozostając pod silnym wpływem Lovecrafta, później oscylując coraz wyraźniej w kierunku sensacyjnej science fiction i realistycznego thrillera.
Karierę pisarską rozpoczynał od opowiadań publikowanych w magazynach Weird Tales, Fantastic Adventures i Unknown. Łącznie napisał kilkaset opowiadań i przeszło 20 powieści.
Wiele z nich zostało zekranizowanych, najbardziej znaną była ekranizacja wydanej w 1959 roku powieści Psychoza – w reżyserii Alfreda Hitchcocka.
Bloch stał się stałym dostawcą pomysłów do „dreszczowych” seriali telewizyjnych i filmów grozy (np. znany również w Polsce film Dom wampirów (The House That Dripped Blood, 1971)).

## Nagrody i wyróżnienia
- Nagroda Hugo za najlepszą miniaturę literacką za Pociąg do piekła (1959)
- Nagroda Brama Stokera za całokształt twórczości (1989)
- Nagroda World Fantasy za całokształt twórczości (1975)
- Edgar Allan Poe Award za Psychozę
- Gość Honorowy (Guest of Honor) Worldconów 1948 i 1973 oraz pośmiertnie (Ghost of Honor) na Worldconie 2003.

## Publikacje
- 1947: The Scarf
- 1954: The Will To Kill
- 1954: The Kidnaper
- 1958: The Shooting Star
- 1959: Psychoza (Psycho)
- 1960: The Dead Beat
- 1961: Firebug
- 1962: The Couch
- 1962: Terror
- 1968: The Star Stalker
- 1969: The Todd Dossier
- 1971: It's All in Your Mind
- 1971: Sneak Preview
- 1972: Night-World
- 1974: American Gothic
- 1978: Strange Eons
- 1979: There is a Serpent in Eden
- 1982: Psychoza 2 (Psycho II)
- 1984: The Night of the Ripper
- 1989: Lori
- 1990: Psycho House

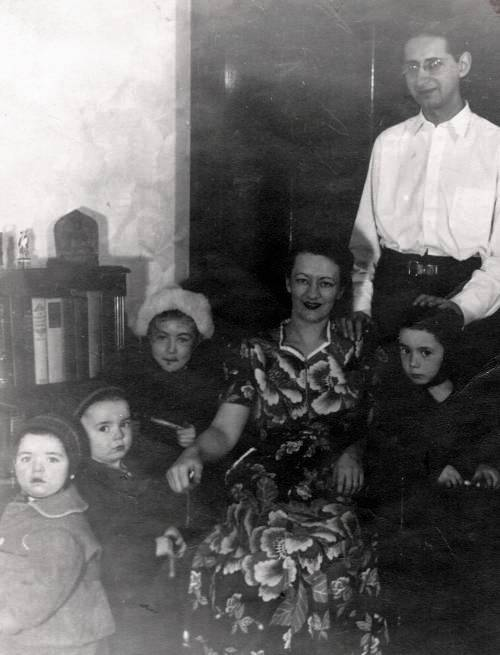
Zdjęcie rodzinne, na którym jest Bloch (1943)

- 1990: The Jekyll Legacy (wspólnie z Andre Norton)

## Filmografia
Wybrane ekranizacje powieści i opowiadań Blocha oraz filmy powstałe na podstawie stworzonych przez niego scenariuszy:
- 1960: Psychoza
- 1962: Gabinet doktora Caligari
- 1964: Strait-Jacket
- 1964: The Night Walker
- 1965: The Skull
- 1966: The Psychopath
- 1966: The Deadly Bees
- 1967: Torture Garden
- 1972: Asylum
- 1975: The Dead Don’t Die
- 1978: The Return of Captain Nemo
- 1983: Psychoza II
- 1987: Bates Motel
- 1998: Psychol

Seriale
- Alfred Hitchcock przedstawia – 10 odcinków
- Lock Up – 5 odcinków
- 2013: Bates Motel